# Adósok börtöne

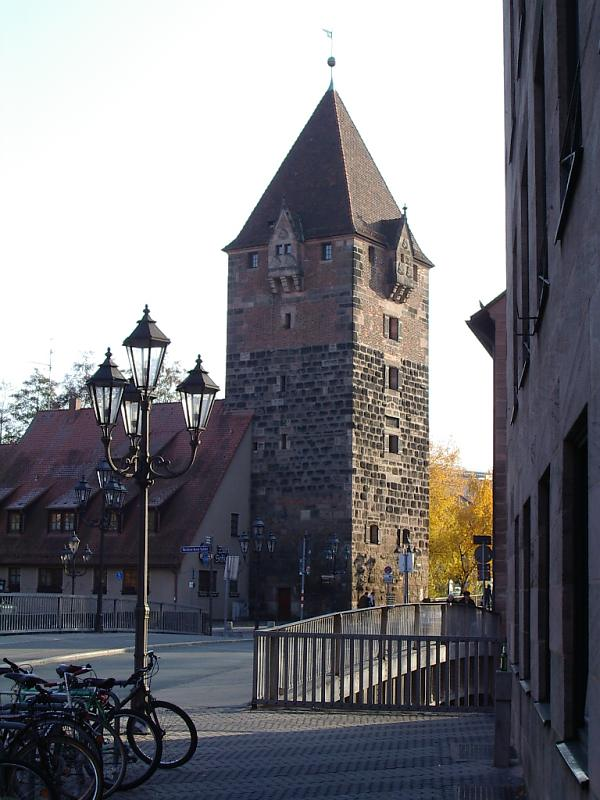
Adósok börtöne Nürnbergben

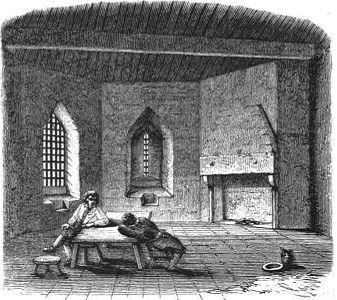
Adósok börtöne Angliában

Az adósok börtöne intézményét a Római Birodalomban vezették be. Attól kezdve a kölcsönkérőt fenyegette a visszafizetés elmaradásának törvényes következménye. Az adóst a praetor, Róma (mai szóval) főügyésze maga elé idézte és átadta a hitelezőnek hatvan napi szolgaságra. Ha továbbra sem törlesztett, hitelezője eladhatta rabszolgának, akár meg is ölhette. Kr. e. 325-ben ez utóbbi szankciót megszüntették. A középkorban a büntetések ismét súlyosbodtak. Angliában például a XVII. században az adóst pellengérre tették, és levágták egyik fülét. Ezt a szabályt csak 1816-ban érvénytelenítették.
A római törvényt átvette a keresztény Európa és még a XIX. században is érvényben volt szerte Európában, így Magyarországon is.
Börtön várt a fizetésképtelen adósra. A rab kiállhatott a börtön kapuja elé koldulni, de sok esélye nem volt a törlesztésre. Továbbá az államot nem érdekelte, hogy az adós saját hibájából, vagy vis major okán lett fizetésképtelen. Ráth-Végh István megírta, hogy egy 1258-ban Franciaországban hozott rendelkezés szerint, ha „a pap az adóst a halálos ágyán feloldozná, köteles az adósságát helyette kifizetni.”
Ugyanakkor a hitelezőnek is voltak költségei. Fedeznie kellett a tartási költségeket, amiből valamennyi jutott a rab családjának is.
Adósságot csinálni nem volt olyan nehéz soha, mint most, viszont adósságot nem fizetni sem volt oly könnyű soha, mint most… Az embert a pezsgőpoharaktól sokszor odahurcolták a négy fal közé, míg aztán a nagybácsi ki nem váltotta – már akinek volt nagybácsija. A hitelezőnek joga volt akkor nemcsak az ingóbingóságokra és az ingatlanokra, hanem az adós személyére is… Voltak aztán olyan időpontok is, hogy míg Bécsben megvolt az adósok börtöne, addig Magyarországon már eltörülték. Csodálatos, hogy ebben az időben nem szaporodtunk fel tizennégy millióból legalább száz millióra.
Az adósok börtöne borzalmait Dickens nem egy művében megírta.